# George Follmer
George Follmer (ur. 27 stycznia 1934) – amerykański kierowca wyścigowy, który brał udział w wyścigu Indianapolis 500 w latach 1968-1971, 1975. Startował także w Formuły 1 w sezonie 1973. Jeździł w bolidzie Shadow, podczas Grand Prix Hiszpanii wywalczył trzecie miejsce w wyścigu.